# Мілошув
Мілошув (пол. Miłoszów, нім. Hartmannsdorf) — село в Польщі, у гміні Лешна Любанського повіту Нижньосілезького воєводства.
Населення — 717 осіб (2011).
У 1975-1998 роках село належало до Єленьоґурського воєводства.

## Демографія
Демографічна структура станом на 31 березня 2011 року:
|          | Загалом | Допрацездатний вік | Працездатний вік | Постпрацездатний вік |
| -------- | ------- | ------------------ | ---------------- | -------------------- |
| Чоловіки | 363     | 66                 | 271              | 26                   |
| Жінки    | 354     | 75                 | 205              | 74                   |
| Разом    | 717     | 141                | 476              | 100                  |